# Las Villas de Nuevo Baztán
Las Villas de Nuevo Baztán es un urbanización de chalés unifamiliares perteneciente al término municipal de Nuevo Baztán (Madrid). Cuenta con una población censada de unos 500 habitantes, aunque la población en verano y fines de semana se dobla.
Las Villas de Nuevo Baztán es una de las cuatro urbanizaciones de Nuevo Baztán y la segunda en número de habitantes, después de Eurovillas.
Para llegar a la urbanización se puede tomar cualquiera de estos autobuses interurbanos: 260, 261 y 321 que conectan con Alcalá de Henares, Madrid y Arganda del Rey, respectivamente. Sólo hay una parada que está en la entrada de la urbanización, en la carretera M-219, que une Loeches con Olmeda de las Fuentes. Dentro de la urbanización hay paradas de la línea Circular que une las distintas entidades del municipio.
La vía principal es el paseo de Las Villas. Otras calles importantes son Villalba, Villanueva y Villafranca.
Los servicios públicos son escasos, aunque, a diferencia de Eurovillas, es una urbanización completamente terminada. El centro de salud de atención primaria se encuentra en Nuevo Baztán y el colegio público de educaciones infantil y primaria Juan de Goyeneche está en Eurovillas. No hay instituto de educación secundaria en el municipio, por lo que hay que desplazarse hasta el IES Senda Galiana de Torres de la Alameda, a algo más de 10 kilómetros. Los hospitales de la sanidad pública a los que pertenece son el Hospital del Sureste de Arganda del Rey y el Hospital Gregorio Marañón, situado en la capital.
- Datos: Q5561427